# Philip Henry Sheridan
Philip Henry Sheridan, ameriški general, * 6. marec 1831, Albany, New York, † 5. avgust 1888, Nonquitt, Massachusetts.